# Karangmangu (Kroya)
Karangmangu is een bestuurslaag in het regentschap Cilacap van de provincie Midden-Java, Indonesië. Karangmangu telt 6595 inwoners (volkstelling 2010).